# Балакшин, Борис Сергеевич
Борис Сергеевич Балакшин (29 августа 1900, Курган, Тобольская губерния — 7 апреля 1974, Москва) — советский учёный-технолог, заслуженный деятель науки и техники РСФСР, лауреат Ленинской премии, доктор технических наук, профессор, инженер-капитан.

## Биография
Борис Балакшин родился 29 августа 1900 года в семье купеческого сына, промышленника Сергея Балакшина в городе Кургане Курганского уезда Тобольской губернии, ныне город — административный центр Курганской области. 
Борис учился в Курганской мужской гимназии, был отличником, переходил из класса в класс с наградами первой степени. Вместе с ним
в одном классе учились будущий писатель Алексей Югов и будущий патофизиолог и радиобиолог Пётр Горизонтов.
С 12 лет работал в различных мастерских Курганского турбиностроительного завода (ныне Кургансельмаш), которым владел его отец. Здесь он получил представление о многих машиностроительных рабочих профессиях, поработав в литейном, механическом и сборочном цехах.
В 19 лет поступил в Томский технологический институт, который окончил в 1924 году.
Работал на руководящих инженерных должностях машиностроительных заводов Урала, а затем Самары и Нижнего Новгорода.
С 1930 по 1936 годы работал на Московском станкозаводе имени Серго Орджоникидзе. Был одним из организаторов производства новых токарно-револьверных станков и многошпиндельных токарных автоматов. Для изучения зарубежного опыта и закупки станочного оборудования его командировали на машиностроительные предприятия Англии и США.
С 1931 года работал по совместительству доцентом в Московском станкостроительном институте (Станкин), где занимался разработкой первых советских револьверных станков.
С 1936 года возглавлял технологический отдел Экспериментального научно-исследовательского института металлорежущих станков (ЭНИМС), где разрабатывал новые типовые технологические процессы.
В 1942 году перешёл работать в Станкин на должность доцента кафедры технологии машиностроения, а через год стал профессором этой кафедры. С 1946 по 1974 годы возглавлял кафедру технологии машиностроения.
Член КПСС. Был депутатом Моссовета, членом пленума Высшей аттестационной комиссии (ВАК), членом редакционного совета издательства «Машиностроение», членом президиума Всесоюзного общества «Знание». Неоднократно представлял советское станкостроение на международных выставках в Брюсселе, Лейпциге, Париже.
Борис Сергеевич Балакшин умер 7 апреля 1974 года в городе Москве.

## Научная деятельность
Заслугой Б.С. Балакшина являлась прежде всего трактовка технологии машиностроения как отрасли науки, занимающейся изучением процессов изготовления машин, а не только способов обработки поверхностей деталей. 
Научные основы технологии машиностроения, разработанные Б.С. Балакшиным, содержат:
- теорию размерных цепей (1939), предоставляющую возможность вскрывать и рассчитывать размерные связи в конструкциях машин и технологических процессах их изготовления;
- теорию базирования (1946), содержащую строгую терминологию и правила выбора конструкторских, технологических и измерительных баз;
- пути и средства повышения производительности производственных процессов и снижения себестоимости изготовления машин;
- метод разработки технологического процесса изготовления машины, содержащий состав, последовательность действий и указания по их осуществлению, исходя из служебного назначения изделия.

### Книги
Его труды переведены на многие языки мира и изданы в Китае, Германии, Великобритании, Румынии, Венгрии, Польше.
- Балакшин, Б. Двигатель революции (Пятилетний план Завода) / Под ред. и с пред. М. Жукова. — Н. Новгород: Гос. изд-во Нижегор. краев. отд-ние тип. тип. Нижполиграф, 1930. — 47 с. — (Пятилетка промышленности Нижкрая). — 4000 экз.[4]
- Балакшин, Б.С. Размерные цепи и компенсаторы. К вопросу  о принципах конструирования станков / Под ред. Е.М. Альперович. — М.—Л.: Госмашметиздат, 8-я тип Мособлполиграф, 1934. — 41 с. — 2000 экз.[5]
- Балакшин, Б.С. Описание и руководство по обслуживанию револьверного станка типа 136. — М.—Л.: Станкоинструментсбыт, 1935. — 126 с.[6]
- Балакшин, Б.С. Основы построения технологического процесса, удовлетворяющего заданным требованиям в отношении качества. — Харьков, 1940. — 56 с. — 150 экз.[7]
- Балакшин, Б.С. Технология станкостроения. — Москва-Свердловск: Машгиз, напеч. в Мск., 1943. — 642 с.[8]
- Балакшин, Б.С. Экономика технологии производства станков. — М.: тип. Высшей партийной школы при ЦК ВКП(б), 1946. — 33 с. — 4000 экз.[9]
- Балакшин, Б.С. Технология станкостроения. — М.: Машгиз, тип. Т-1, 1949. — 544 с. — 10 000 экз.[10]
- Балакшин, Б.С. Размерные цепи. — М.: ЦБТИ, 1954. — 46 с. — 1000 экз.[11]
- Балакшин, Б.С. Основы технологии машиностроения. — М.: Машгиз, 1959. — 485 с. — 45 000 экз.[12]
- Балакшин, Б.С. Основы технологии машиностроения. — Изд. 2-е доп. и преработ.. — М.: Машиностроение, 1966. — 556 с. — 50 000 экз.[13]
- Балакшин, Б.С. Основы технологии машиностроения. — Изд. 3-е доп.. — М.: Машиностроение, 1969. — 559 с. — 100 000 экз.[14]
- Балакшин, Б.С. Теория и практика технологии машиностроения : Избр. тр. в 2-х кн.. — М.: Машиностроение, 1982. — 239 с. — 7984 экз.[15]
- Вопросы точности управления станками / Под ред. Б.С. Балакшина. — М.: Машгиз, 1959. — 92 с. — 3500 экз.[16]
- Адаптивное управление станками / Под ред. Б.С. Балакшина. — М.: Машиностроение, 1973. — 688 с. — (Б-ка технолога). — 6000 экз.[17]
- Взаимозаменяемость и технические измерения в машиностроении. — М.: Машиностроение, 1972. — 615 с. — 25 000 экз.[18]

## Награды и звания, премии
- Ленинская премия, 1972 год, в составе коллектива, за исследование новых путей повышения точности и производительности обработки на станках с использованием адаптивных систем управления
- Орден Ленина
- Орден Трудового Красного Знамени
- медали
- Заслуженный деятель науки и техники РСФСР
- Почётный доктор-инженер Дрезденского технического университета

## Семья
- Прадед, Николай Яковлевич Балакшин (ок. 1790 — 8 марта 1870, Ялуторовск), причислен из мещан в ялуторовские 3-й гильдии купцы 13 (25) декабря 1838 года, затем 2-й гильдии купец. Его мать Параскева Козьмовна (1756 — январь 1840, Ялуторовск) в 1801 году уже числилась купеческой вдовой. Его жена Еннафа Филипповна (ок. 1807—?), умерла после 1858 года.
- Дед, Александр Николаевич Балакшин (28 августа (9 сентября)  1844 года, Ялуторовск — 28 ноября 1921, Лондон),  купец, промышленный деятель, гласный Курганской городской думы. В 1907 году по его инициативе была создана самая крупная кооперативная организация Российской империи — Союз Сибирских маслодельных артелей. Его жена Елизавета Михайловна (4 апреля 1851, Курган — 1939, Москва), дочь управляющего Тобольским приказом о ссыльных Михаила Павловича Угрюмовского (? — 1879).
- Отец, Сергей Александрович Балакшин (22 апреля 1877, деревня Логоушка, ныне Курганская область — 23 июня 1933, Томск) — инженер-гидроэнергетик, конструктор гидротурбин, основатель и владелец чугуно-меднолитейного механического завода (1904—1919) (ныне Кургансельмаш).
- Мать, Елена Андреевна (1877—26 ноября 1932), дочь Андрея Порфирьевича Ванюкова, соучредителя «Товарищества А. Балакшин и А. Ванюков». 
  - Сестра Евгения Карташова (21.04.1902—1991), кандидат наук, доцент, главный архитектор Фрунзенского района города Москвы.
  - Сестра Маргарита Михайлова (16.07.1903—1996) окончила медицинский факультет Томского университета, кандидат медицинских наук.
  - Брат Александр (25.05.1905—1985) окончил физико-математический факультет Томского университета, радиоинженер, в 1958 году на Всемирной выставке в Брюсселе был награждён золотой медалью за конструкцию радиоприемника «Волна».
  - Брат Сергей (30.12.1912—21.01.1915) прожил всего два года и умер от скарлатины
- Борис Балакшин был женат
  - Сын Александр (род. 11 мая 1925) — ветеран Великой Отечественной войны, полковник в отставке, кандидат технических наук, преподаватель артиллерийской академии в Пензе.
  - Сын Олег (род. 1 июня 1928) — доктор технических наук, профессор, занимается проблемами биомеханики.